# Mankini

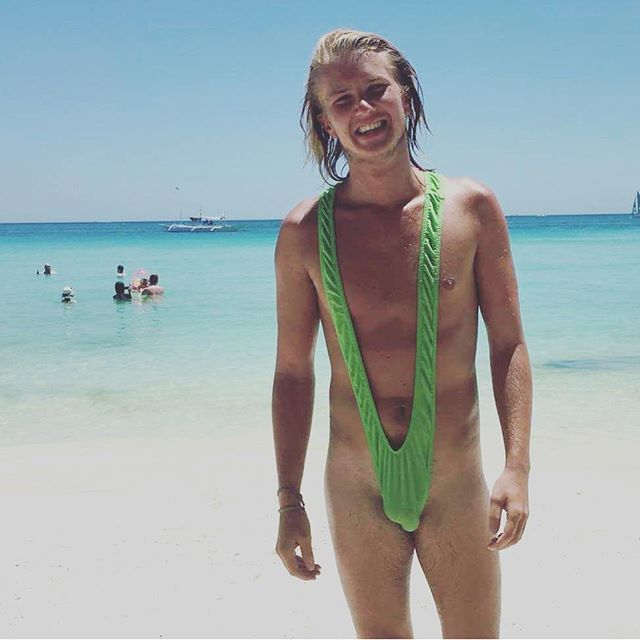
Un homme en mankini similaire à celui du film Borat.

Le mankini est un maillot de bain d'une seule pièce soutenu par deux bandes de tissu au niveau du cou. Il couvre le corps de manière similaire à un bikini, voire moins. Il est parfois répertorié comme une variante de bikini.

## Design

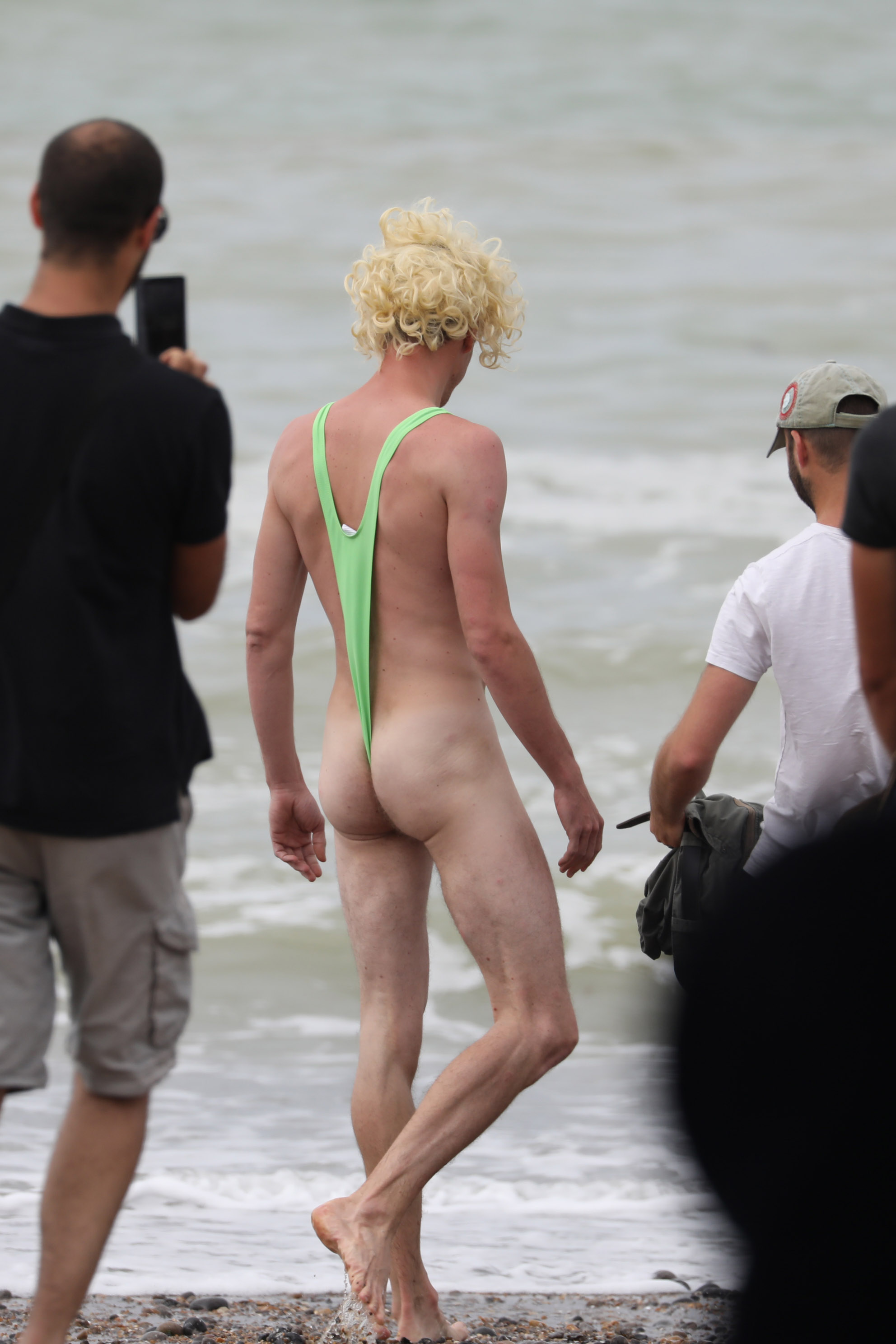
Vue de l'arrière d'un mankini.

Habituellement, un mankini comporte un bas de bikini avec des bretelles latérales s'étendant vers le haut pour couvrir les seins, puis passant sur les épaules et derrière le cou. Le mankini laisse les côtés du torse découverts, tout en couvrant les mamelons et la zone pubienne. Derrière le cou, les bretelles peuvent se rejoindre et descendre dans le dos jusqu'aux fesses à la manière d'un string.
Le mankini a été popularisé par Sacha Baron Cohen, qui en a revêtu un dans le film Borat. Le retentissement autour du film débute lors du Festival de Cannes en mai 2006, lorsque Baron Cohen pose sur la plage dans un mankini vert fluorescent, aux côtés de quatre mannequins. Un nain de jardin dans le film Gnomeo and Juliet en 2011 apparaît également portant un mankini, appelé « Borat-Mankini » par les journaux.

## Histoire
Correspondant à l'introduction du Lycra dans les maillots de bain, les mankinis apparaissent au début des années 1990. Ils sont alors populaires sur certaines plages d'Europe tel que Saint-Tropez, Marbella, Mykonos et Ibiza. Des bretelles en forme de jarretelles passant entre les seins et autour du cou (permettant de maintenir le maillot en place) apparaissent en 1994[réf. nécessaire].